# Skinnerne bliver længere og længere
|  | Denne artikel er oprettet af botten Steenthbot ud fra en ekstern database. Den kan derfor have sproglige fejl eller mangler. Denne skabelon kan fjernes efter kontrol af indholdet. |

Skinnerne bliver længere og længere er en dansk dokumentarisk optagelse fra 1947.

## Handling
DSB-film: Sporforstærkning på strækningen København-Roskilde sommeren 1947.